# Ya basta ! (film)
Pour les articles homonymes, voir Ya basta.
Pour plus de détails, voir Fiche technique et Distribution.
Ya basta ! est un court métrage français de Gustave Kervern et Sébastien Rost, sorti en 2010.
En 2012, il est présenté dans le cadre du festival Entr'2 marches, dans la catégorie « Aventure, Humour ».

## Synopsis
Un centre spécialisé va fermer ses portes. Des handicapés mentaux aidés par leurs éducateurs vont alors prendre leur destin en main.

## Fiche technique
- Réalisation : Gustave Kervern et Sébastien Rost
- Scénario : Gustave Kervern
- Photographie : Reynald Capurro
- Son : Pierre Bompy
- Musique : Stéphane Brachet
- Montage : Pierre Raimond
- Production : Laurent Galmot
- Société de production : Brut Productions
- Durée : 11 minutes

## Distribution
- Augustin Legrand : l'éducateur
- Stéphanie Pillonca-Kervern : l'éducatrice
- Anthony Defrance : le pêcheur de perles
- Alexandre Brunet : Gobe Tout
- David Durand : le pyromane au corset
- Cédric Carpentier : Canto
- Aurélien Tripet : le pyromane orange
- Thierry  Têtu : la tchatche
- Jérémy Masson : le gicleur de sang
- Fabien Turpin : Peintre en crottes
- Aline Gervais : le doigt sur la balle
- Jean-Pierre Darroussin : le directeur du centre
- Rémy Roubakha : le promoteur
- David Salles : le promoteur adjoint
- Yolande Moreau : la caissière du musée
- Philippe Duquesne : le surveillant bavard
- Gustave Kervern : le surveillant taiseux
- Laurent Mana : voix du père de Canto
- Victor Kervern : le chipeur de balle
- Fred Testot : voix du pilote d'avion